# Джеймс Гіллеспі Блейн
Джеймс Гіллеспі Блейн (англ. James Gillespie Blaine; 31 січня 1830 — 27 грудня 1893) — американський політик-республіканець, член Палати представників Сполучених Штатів, спікер Палати представників Сполучених Штатів, сенатор США від штату Мен і двічі — держсекретар США. Був кандидатом в президенти в 1884 році, але зазнав поразки з невеликим відривом від демократа Гровера Клівленда. Блейн був одним з провідних республіканців в кінці XIX століття і лідером помірної реформістської фракції партії, відомої як «напівкровки» (англ. Half-Breeds).

## Життєпис
Блейн народився в західній Пенсільванії і переїхав потім в штат Мен, де він став редактором газети. Отримавши прізвисько «Людина-магніт» (англ. «Magnetic Man»), він був одним з найбільш харизматичних ораторів в епоху, коли особливо цінувалося ораторське мистецтво. Він почав свою політичну кар'єру в числі перших прихильників Авраама Лінкольна і брав участь в бойових діях на стороні Союзу в американській громадянській війні. В період Реконструкції Блейн був прихильником виборчого права для афроамериканців, але був проти деяких з найбільш примусових заходів радикальних республіканців. Спочатку будучи протекціоністом, пізніше він виступав за зниження митних зборів і розширення американської торгівлі із зарубіжними країнами. Розвиток мережі залізниці та будівництво були важливими питаннями в його час, і в результаті його інтересу до них і підтримки Блейн серйозно підозрювався в корупції при укладанні залізничних угод; ці звинувачення переслідували його, коли він став кандидатом в президенти в 1884 році.
Як державний секретар, Блейн був перехідною фігурою, позначивши своєю діяльністю закінчення ізоляціоністською епохи в зовнішній політиці і віщуючи початок того, що деякі називають «Американським століттям», який почався з Іспано-американської війни. Його зусилля, спрямовані на розширення американської торгівлі і впливу знаменували початок переходу до більш активної зовнішньої політики Сполученими Штатами. Блейн був піонером «взаємності» мит і закликав до більшої залученості країни в справи держав Латинської Америки. Експансіоністська політика Блейна призведе менш ніж за десять років до придбання Сполученими Штатами колоній в Тихоокеанському регіоні і домінування в регіоні Карибського басейну.